# 静かな海と楽しい航海 (メンデルスゾーン)
序曲『静かな海と楽しい航海』（しずかなうみとたのしいこうかい、Meeresstille und glückliche Fahrt）作品27は、フェリックス・メンデルスゾーンが1830年にローマで作曲した演奏会用序曲。ゲーテの2つの詩『海の静けさ』と『楽しい航海』を音楽的に解釈・描写した作品。改訂稿が1832年のロンドンで作られた。

## 楽器編成
ピッコロ、フルート2、オーボエ2、クラリネット2、ファゴット2、コントラファゴット、ホルン2、トランペット3、ティンパニ、弦五部

## 演奏時間
約12分

## 曲の構成
アダージョ ― モルト・アレグロ・ヴィヴァーチェ、ソナタ形式。コーダに岸への到着の喜びを示す3本のトランペットによるファンファーレが鳴る。『フィンガルの洞窟』と共に、ワーグナーに極めて強い影響を与えた描写的な標題音楽の一つである。